# The Grand Wazoo
The Grand Wazoo ist ein Jazzrock-Album von Frank Zappa aus dem Jahr 1972.
Es folgt stilistisch den Jazzrock-Alben Hot Rats aus dem Jahr 1969 und Waka/Jawaka, das im selben Jahr veröffentlicht wurde. Es wurde auch als Hot Rats 3 bezeichnet.

## Das Album
Mit dem Vorgängeralbum Waka/Jawaka (1972) begann eine neue Periode, als sich Frank Zappa nach der abgebrochenen Tournee 1971/72 – er stürzte von der Bühne – dem Komponieren zuwandte. Trotz seiner Verletzung unternahm Zappa mit seiner neuen Formation Grand Wazoo 1972 eine weitere Tournee mit acht Konzerten, hauptsächlich in Europa. Diese Formation leitete ihren Namen von dem im selben Jahr erschienenen Album ab, in dem Zappa ein großes Orchester mit Musikern versammelte, die hauptsächlich aus der Jazzszene kamen, wie die Saxophonisten Anthony Ortega und Ernie Watts oder der Posaunist Billy Byers; „er bevorzugt[e] diese Art von Formation, die einen Regenbogen musikalische[r] Nuancen erlaubt[e], unendlich subtiler und entwickelter als die beschränkte Gruppe, mit der er gewöhnlich arbeitet[e]“, so sein Biograph Alain Dister 1975. In dem Klappentext des Albums machte sich der Bandleader, der „die frei erfundene und bizarre Legende des großen Wazoo erzählte,“ über seine Haltung lustig, „indem er einen noch viel verrückteren Wunsch ausspricht: Er sieht sich als Kaiser irgendeines dekadenten antiken Regimes, der eine Armee leitet von 5000 verschiedenen Blechblasinstrumenten (Luftstreitkräfte), 5000 verschiedenen Perkussionisten (Artillerie), 5000 Musiker, die diverse elektronische Instrumente spielen (chemopsycho-bakteriologische Waffen) (...) Dadaistische Situationsdarstellung der Realität der von Zappa gebotenen Musik gegenüber dem ungereimten, vom Showbusiness ausgebrüteten Zeug zur Verdummung der Massen“. Mit diesem konzeptuellen Werk schloss Zappa an seine früheren Produktionen Uncle Meat (1968) und 200 Motels (1971) an. Dieses Experiment war allerdings nur von kurzer Dauer: Die Musiker, die dieses Album eingespielt hatten, waren andere als jene, die dann 1972 auf Tournee gingen; die Band erlebte dann den Eintritt der Brüder Bruce und Tom Fowler, die am folgenden Album Over-Nite Sensation mitwirkten.

## Titelliste
| Nr. | Titel                                      | Dauer |
| --- | ------------------------------------------ | ----- |
| 1.  | The Grand Wazoo                            | 13:20 |
| 2.  | For Calvin (And His Next Two Hitch-Hikers) | 6:06  |
| 3.  | Cletus Awreetus-Awrightus                  | 2:57  |
| 4.  | Eat That Question                          | 6:42  |
| 5.  | Blessed Relief                             | 8:00  |

## Rezeption
The Grand Wazoo erreichte keine Platzierung in den Billboard 200 Charts. Der Anglist Kelly Fisher Lowe bemerkt, dass das Album eine kompositorische Weiterentwicklung Zappas dokumentiere. Generell wurde das Album, wie der Vorgänger Waka/Jawaka, von der Kritik eher positiv aufgenommen. Alain Dister hob die Rolle des Schlagzeugers Aynsley Dunbar hervor, der „der Band eine für die Idiome des Pop sehr charakteristische rhythmische Pulsation [verlieh]: ein kräftiger Beat, der jeden Solisten antreibt und auf dem die ganze Rhythmusstruktur der Gruppe zu beruhen scheint.“